# Wydział Metalurgii Uniwersytetu Technicznego w Koszycach
Wydział Metalurgii Uniwersytetu Technicznego w Koszycach (słow. Hutnícka fakulta, ang. Faculty of Metallurgy; skrótowiec: HF) – wydział (jeden z trzech pierwszych) Uniwersytetu Technicznego w Koszycach założony w 1952 roku, z siedzibą w Koszycach, na Słowacji.
Dziekanem wydziału jest Peter Horňak.

## Katedry
- Katedra Ceramiki (Katedra keramiky)[3]
- Katedra Chemii (Katedra chémie)[3]
- Katedra Materiałoznawstwa (Katedra náuky o materiáloch)[3]
- Katedra Metali Nieżelaznych i Unieszkodliwiania Odpadów (Katedra neželezných kovov a spracovania odpadov)[3]
- Katedra Metalurgii Żelaza i Odlewania (Katedra metalurgie železa a zlievarenstva)[3]
- Katedra Obróbki Plastycznej (Katedra tvárnenia kovov)[3]
- Katedra Pieców i Techniki Cieplnej (Katedra pecí a teplotechniky)[3]
- Katedra Zintegrowanego Zarządzania (Katedra integrovaného manažérstva)[3]